# Unanimizm
Unanimizm – kierunek literacki postulujący zerwanie z indywidualizmem na rzecz zainteresowania tłumem, jego emocjami i pragnieniami. W opisie jednostki skupiał się na jej relacjach ze zbiorowością. W dziedzinie powieści unanimizm ukształtował technikę symultaniczną, mającą przedstawić rzeczywisty obraz współczesnego świata, uwzględniający jego skomplikowanie i dynamizm. Technika ta polega na równoległym rozwijaniu różnych, niekoniecznie powiązanych ze sobą wątków. Unanimizm powstał tuż po 1900 r., jako reakcja przeciw symbolizmowi. Oddziaływały na niego koncepcje G. Le Bona i G. Tarde’a – ówczesnych słynnych socjologów, a głównym twórcą i przedstawicielem był Jules Romains. Od tytułu jego debiutanckiego tomiku poetyckiego – La Vie unanime pochodzi nazwa unanimizmu. Później Romains napisał 27-tomowy cykl powieściowy Ludzie dobrej woli, w którym zastosował się do koncepcji unanimizmu. Kierunek ten oddziałał na rozwój powieści współczesnej, m.in. na dzieła J. Dos Passosa i J. P. Sartre’a.